# Amon Düül
Amon Düül was een Duitse rockband die ontstond in de studentenbeweging op het eind van de jaren zestig. De band Amon Düül II was een conventionelere en populairdere voortzetting. De groepen worden gezien als grondleggers in de Duitse rockmuziek en belangrijke invloeden in de ontwikkeling van de Krautrock.

## Oorsprong
Amon Düül begon in 1967 als een commune van artiesten uit München, die zich noemden naar de Egyptische zonnegod Amon en Düül, wat uit een personage uit een Turkse fictie zou zijn. De commune kreeg een cultstatus voor zijn muzikale sessies bij de manifestaties en demonstraties van de politiek geëngageerde jeugd.
Een groep binnen de commune had een erg open houding tegenover artistieke vrijheid en nam iedereen op die muziek wilde maken, ongeacht of ze wel konden zingen of muziek spelen. Een andere groep was terughoudender en conservatiever in dat opzicht. Uiteindelijk kwam het tot een breuk tussen de groepen, die zich "Amon Düül I" en "Amon Düül II" noemden. Van dan af aan gingen beide hun eigen weg.

## Amon Düül I
Amon Düül I hield zich net als de andere bezig met creatief en vrij experimenteren en improviseren. De veelvuldig wisselende bezetting kwam de band echter niet ten goede. De bandleden stonden dicht bij Kommune 1 uit Berlijn en konden Uschi Obermaier als vooraanstaand lid naar voor brengen, een glamourgirl uit die tijd. Een jaar later, rond 1969-1970, hield de groep het echter voor bekeken. Desondanks had men vier albums uitgebracht, die men uitbracht telkens hun rivalen een album uitbrachten. Tegenwoordig zijn deze albums collector's items geworden en worden als belangrijke albums in de geschiedenis van Duitse rockmuziek gezien.

## Amon Düül II
In tegenstelling tot hun collega's van Amon Düül I, hechtten Chris Karrer, Peter en Ulrich Leopold, Falk Rogner, John Weinzierl en Renate Knaup veel belang aan muzikaal talent. Met hun eerste album, Phallus Dei uit 1969, creëerden ze een mijlpaal uit de Duitse rockgeschiedenis. De titelsong alleen duurde 21 minuten. De band kreeg aanbiedingen om filmmuziek te schrijven. De muziek voor de film San Domingo leverde hen een Deutscher Filmpreis op.
Het tweede album, Yeti, betekende de doorbraak in Engeland. Het leverde hen soms vergelijkingen met Pink Floyd en The Velvet Underground op. De daaropvolgende jaren scoorden hun live- en studio-albums telkens goed. Voor ze tekenden bij Atlantic Records in 1975 was de band onafhankelijk en produceerde zijn eigen albums. Dit veranderde echter en Atlantic Records volgde het commercieel succes op en controleerde de productie. De creativiteit van de groep begon te verdwijnen en na het verschijnen van een laatste album in 1978 hield de groep ermee op.

## Nadien
In het begin van de jaren 80 verschenen opnieuw twee groepen. Chris, Falk, Renate en de anderen bliezen Amon Düül II nieuw leven in met twee nieuwe albums, terwijl John met een groep uit Wales eveneens probeerde de vroegere magie weer op te wekken. Als Amon Düül (UK) bracht deze groep tussen 1982 en 1989 vijf albums uit, maar deze kon de creativiteit, laat staan het succes, van de vroegere jaren niet herhalen.
In het begin van de jaren 90 kende Duitse rock opnieuw succes; groepen zoals Can en Amon Düül maakten een comeback of brachten oude en nieuwe albums uit. Chris, Renate, Falk en John brachten de oorspronkelijk bezetting bijna weer helemaal samen, al bleef deze wisselen, net zoals vroeger. Door sommigen wordt de vaak wisselende bezetting gezien als hinderpaal in het bereiken van het allergrootste succes in de rockindustrie, maar toch bleef na verscheidene decennia de band nog steeds actief.

## Discografie

### Amon Düül I
- Psychedelic Underground (1969)
- Collapsing/Singvögel Rückwärts & Co. (1970)
- Paradieswärts Düül (1970)
- Disaster (dubbelelpee) (1972)
- Experimente (1983)

### Amon Düül II
- Phallus Dei (1969)
- Yeti (1970)
- Tanz der Lemminge (ook wel Dance of the Lemmings) (1971)
- Carnival In Babylon (1972)
- Wolf City (1972)
- Live In London (live) (1973)
- Utopia (aanvankelijk uitgebracht onder de bandnaam Utopia) (1973)
- Vive La Trance (1974)
- Hijack (1974)
- Lemmingmania (compilatie) (1975)
- Made In Germany (dubbelelpee) (1975)
- Pyragony X (1976)
- Almost Alive... (1977)
- Only Human (1978)
- Rock in Deutschland Vol.1 (compilatie) (1978)
- Vortex (1981)
- Hawk Meets Penguin (1981)
- Meeting With Men Machines (1984)
- Fool Moon (1989)
- Die Lösung (met Robert Calvert) (1989)
- Milestones (compilatie) (1989)
- Live In Concert (BBC-opname uit 1973) (1992)
- Surrounded By The Bars (1993)
- The Greatest Hits (compilatie) (1994)
- Nada Moonshine (1995)
- Kobe (Reconstructions) (1996)
- Eternal Flashback (1996)
- Live In Tokyo (live) (1996)
- The Best Of 1969-1974 (compilatie) (1997)
- Flawless (1997)
- Drei Jahrzehnte (1968-1998) (compilatie) (1997)